# Olympische Sommerspiele 1964/Teilnehmer (Pakistan)
| Gelbes Symbol für Goldmedaillen mit stilisierten Olympischen Ringen | Graues Symbol für Silbermedaillen mit stilisierten Olympischen Ringen | Braundes Symbol für Bronzemedaillen mit stilisierten Olympischen Ringen |
| ------------------------------------------------------------------- | --------------------------------------------------------------------- | ----------------------------------------------------------------------- |
| —                                                                   | 1                                                                     | —                                                                       |

Pakistan nahm an den Olympischen Spielen 1964 in Tokyo teil. Es war die 5. Teilnahme Pakistans an Olympischen Sommerspielen. Pakistan schickte 41 Athleten nach Tokyo.

## Teilnehmer nach Sportarten

### Boxen
Leichtgewicht
- Ghulam Sarwar, 9. Platz
- Barkat Ali, 17. Platz

Mittelgewicht
- Sultan Mahmoud, 9. Platz

Schwergewicht
- Abdul Rehman, 5. Platz

### Gewichtheben
Männer Bantamgewicht
- Muhammad Azam Mian 20. Platz

### Hockey
Platzierung: 2. Platz 
Kader:
- Khawaja Zaka-ud-Din
- Tariq Niazi
- Motiullah
- Muhammad Asad Malik
- Khalid Mahmood
- Anwar Ahmad Khan
- Zafar Hayat
- Abdul Hamid
- Munir Ahmed Dar
- Nawaz Khizar Bajwa
- Tariq Aziz
- Khurshid Azam
- Manzoor Hussain Atif
- Saeed Anwar
- Muhammad Afzal Manna
- Muhammad Rashid

### Leichtathletik
Männer Marathon
- Muhammad Youssef 1. Runde, 48. Platz

Männer 100 m
- Iftikhar Shah, 1. Runde, 7. Platz

Männer 400 m
- Muhammad Sadiq 1. Runde, 8. Platz

Männer 110 m Hürden
- Ghulam Raziq 1. Runde, 5. Platz

Männer 800 m
- Anar Khan 1. Runde, 8. Platz

Männer 400 m Hürden
- Mansour ul-Haq Awan 1. Runde, 8. Platz

### Radsport
Männer Teamrennen 4000 m
- Muhammad Shafi 1. Runde, 2. Platz
- Lal Bakhsh 1. Runde, 2. Platz

Männer Sprint
- Muhammad Hafeez 1. Runde, 2. Platz

Männer Einzelrennen
- Muhammad Ashiq 1. Runde, 2. Platz

### Ringen
Männer Bantamgewicht, Freestyle
- Muhammad Siraj-Din 3. Runde, 8. Platz

Männer Fliegengewicht, Freestyle
- Muhammad Niaz-Din 4. Runde, 8. Platz

Männer Mittelgewicht, Freestyle
- Muhammad Faiz 4. Runde, 7. Platz

Männer Weltergewicht, Freestyle
- Muhammad Bashir 2. Runde, 2. Platz
- Muhammad Afzal 4. Runde, 2. Platz

Männer Federgewicht, Freestyle
- Muhammad Akhtar 2. Runde, 15. Platz

### Schießen
Männer, Olympische Schnellfeuerpistole, 25 m
- Hav Abdur Rashid Finale, 49. Platz

Männer, Freie Pistole, 50 m
- Ahmad Salam Muhammad Finale, 46. Platz

Wurfscheibenschießen (Trap)
- Moihuddin Khawja Finale, 51. Platz

Herren – Kleinkalibergewehr, 50 m
- Aziz Ahmed Chaudhry Finale, 50. Platz